# Тодор Камчев
Тодор Камчев (1880. Неготино, Османско царство — 1963. Софија, Бугарска) је био војвода ВМРО у Тиквешком региону.

## Биографија

### Породица
Рођен је 1880. године у Неготину, тада у Османском царству, данас у Македонији, у веома сиромашној породици. Његов отац Камче је био земљорадник.

### Школовање и активности у оквиру ВМРО
Основну школу је Тодор завршио у Неготино, у школи у оквиру Саборног храма „Свети Атанасије“. Примљен је у чланство ВМРО током школовања у гимназији од три разреда коју је Бугарска егзархија отворила у Штипу. Његов тадашњи учитељ у овој школи на бугарском језику коју је у Штипу организовала бугарска егзархија је био Трајко Калајџиев. Он је био први идеолог Тодора Камчева по питању револуционарних циљева ВМРО. Касније су га идејама ВМРО подучавали Христо Поп Коцев, директор штипске прогимназије, и Тодор Лазаров. Током школовања у штипској прогимназији, као малолетни члан ВМРО је обављао курирске послове и преношење оружја, мунииције и осталих предмета.
Када је завршио гимназију у Штипу упутио је молбу за пријем у егзархијску Солунску бугарску мушку гимназију „Св. Кирил и Методиј“. Иако је на његову молбу позитивно одговорено, Тодоров отац Камче није имао довољно новца да финансира његово школовање па је Тодор са 18 година почео да ради као учитељ у селу Барово и годину дана касније у селу Клиново. У оба села је активно радио на ширењу идеја ВМРО. У селу Барово је формирао први месни комитет ВМРО и месна чета којом су командовали стари и искусни хајдуци са мариовских планина, Гано Митрев и Јован Златев
После две године учитељског стажа је именован за секретара Школског одбора неготинске гимназије коју су финансирали Црквено-школска општина Бугарске егзархије и добровољни прилози грађана. Председник овог одбора је био Петре Атанасов, богати трговац житом из Неготино. Пошто је на овој позицији имао комуникацију са школском омладином из Неготина, Тодору је ВМРО поверила да, уз помоћ учитеља Александра Станоева ради на укључивању омладинаца у рад ВМРО. Неготино је било веома важно насеље за ВМРО јер су преко њега организована два канала шверца наоружаних комита и наоружања којим су из Бугарске наоружавани припадници ВМРО.
Добри Даскалов, војвода ВМРО, је поставио Тодора Камчева на место команданта Неготинске месне чете ВМРО, у саставу Тиквешког револуционарног округа са задатком да организује и спроводи транспорт појединачних припадника ВМРО, читавих наоружаних одреда комита ВМРО, оружја, муниције и војног материјала који је Бугарска преко реке Вардар дотурала у Тиквешки регион. Почев од 1901. године за ВМРО се може истаћи да значајно мења облик свог деловања и са организовања теоретских кружока, састанака и саветовања прелази на оружане акције. Једна од првих акција је била ликвидација локалног насилника Хусеин-капетана, познатим и под надимком Усо Тимјанички. Убрзо је ликвидирани и шпијун османских власти Ило Џунов из Неготино. Због ових акција ВМРО османска власт организује масовна хапшења у местима у којима је постојало бројно чланство организације. Организација је претрпела велику штету јер су неки од ухапшених који су били подвргнути мучењу у заточеништву, одавали своје сараднике, што је резултовало провалама у поједине ћелије организације.
Петар Христов Јуруков, бугарски војвода ВМРО из Источне Румелије, је 30. априла 1902. године постављен за војводу Тиквешког округа а месна чета под командом Тодора Камчева је добила задатак да њега и његову чету пребаци на територију места Неготино. Када је обавио овај задатак, Камчев и Јуруков су интензивно радили на врбовању нових чланова организације у чему су имали доста успеха, можда захваљујући и чињеници да је у одреде ВМРО под командом Јурукова први пут почела и регрутација младих девојака.

### Војвода Тодор Камчев
Почетком 1903. године Добри Даскалов и Александар Станоев именују Тодора Камчева за војводу и команданта комитских чета ВМРО за читав Тиквешки регион. Њихов основни задатак је био прихват и смештај чета комита које су долазиле из Бугарске. Једна од највећих чета чије је пребацивање у Тиквешки регион организовао Тодор Камчев је била чета бугарског војводе ВМРО Бориса Сарафова која је бројала око 40 припадника и која је у Тиквеш и даље ка Битољу транспортовала 30 товара наоружања. Чета под командом Тодора Камчева је организовала и акције прикупљања новчаних средстава по селима тиквешког региона.
Пошто су Османске власти тиквешког региона вршиле редовне претресе у потрази за оружјем и припадницима ВМРО, у једној од таквих акција је заплењено једно писмо у којем је наведен Тодор Камчев као припадник ВМРО. Када власти дошле да га ухапсе, неготински кмет их је упутио на другу особу по имену Пано Камчев. Он је после мучења у затвору осуђен на 101 годину затвора, али је неколико година касније пуштен пре истека времена током једне од амнестија које су спроводиле Османске власти.
На обуци припадника ВМРО коју су 1905. организовали Борис Сарафов, Добри Даскалов, Јордан Пиперката, и остале комитске војводе је било организовано такмичење из стрељаштва на којем је Тодор Камчев био најбољи.
У пролеће 1905. године Тодор Камчев је на конгресу Тиквешког револуционарног округа ВМРО именован за вођу ове организације Тиквешког округа заједно са Александром Станоевим и Глигором Дујкатом. Током 1906. године је учествовао у сукобу унутар ВМРО у оквиру одреда којима је командовао његов земљак из Кавадараца, војвода Добри Даскалов. Током ових борби био је у сукобу са комитима ВМРО под командом Тодора Оровчанова из села Ораовец код Велеса који је био присиљен да напусти Тиквешки регион.
У Тиквешком региону је постојало бројно становништво муслиманске вероисповести. Они су почев од 1902. године били принуђени да почну да се самоорганизују у тајне комитете, због активности све бројнијих наоружаних комита ВМРО. Током 1905—1906. су припадници ових тајних комитета ликвидирали већи број вођа ВМРО и угледних грађана у Кавадарцима, Неготину и Ваташи. Користећи своје везе и познанства, Тодор Камчев је интервенисао код пуковника Николаја Сурина, руског изасланика за Тиквеш, да се утиче на главног полицијског инспектора Хилми-пашу да се спрече ове акције тајних комитета.

### Младотурска револуција
Када је 7. јуна 1908. године проглашен Хуријет, успех младотурске револуције на митингу који је организован у Неготину овим поводом је у почасној ложи на бини седео и Тодор Камчев заједно са Енвер-бегом.

## Тиквешки устанак
Када је половином јуна 1913. године избио Тиквешки устанак, Тодор Камчев је био постављен за члана Главног штаба заједно са Паном Измирлиевим. Пошто је, због изостанка подршке од осталих чета ВМРО и бугарске војске која се налазила са друге стране реке Вардар, устанак био угушен убрзо по његовом избијању, Тодор Камчев је због директног учествовања у устанку побегао у Софију у Бугарској.

## После Тиквешког устанка
После три месеца су га власти Краљевине Србије амнестирале и он се вратио у Кавадарце. Када је формирана Краљевина СХС, Тодор Камчев је са целом својом породицом емигрирао у Бугарску. У Бугарској је 25. фебруара 1927. иницирао формирање „Тиквешког културно-просветног добротворног братства“.

## Смрт
Тодор Камчев је умро у Софији у Бугарској, 1963. године.